# Чемпіонат світу з пляжного футболу 2017
Чемпіонат світу з пляжного футболу 2017 — 9-й турнір під егідою ФІФА та 19-м за всю історію. Турнір 4-й в дворічній системі проведення змагань.

## Вибір господаря

### Перші заявки
17 квітня 2013 року було оголошено про початок набору заявок на проведення турніру. Він завершився 15 травня 2013, а вибір переможця мав відбутися в грудні 2013 року. 28 травня 2013 було оголошено список країн, що подали заяву на проведення турніру:
- Аргентина
- Бахрейн
- Екваторіальна Гвінея
- Естонія
- Індія
- Ізраїль
- Мексика
- Сейшельські Острови
- ПАР
- Туреччина

### Другі заявки
Через невизначені обставини ФІФА не обрало господаря до грудня 2013. Тому 6 березня 2014 відкрився другий прийом заявок. До 15 квітня 2014 було нові країни, що цікавилися проведенням турніру, подали заявки. Усього 12 претендентів розглядалося:
- Аргентина
- Багамські Острови
- Бразилія
- Кайманові Острови
- Коста-Рика
- Еквадор
- Єгипет
- Сальвадор
- Німеччина
- Тринідад і Тобаго
- ОАЕ
- США

19 грудня 2014 Виконавчий комітет ФІФА оприлюднив, що господарем стали Багамські острови.

## Кваліфіковані команди
Всього учасниками будуть 16 команд. На додачу до Багамських островів ще 15 команд будуть проходити кваліфікацію в своїх шести конфедераціях.
| Конфедерація                                                   | Кваліфікаційний турнір                           | Кваліфіковані команди              |
| -------------------------------------------------------------- | ------------------------------------------------ | ---------------------------------- |
| АФК (Азія)                                                     | Чемпіонат Азії з пляжного футболу 2017           | Іран Японія ОАЕ                    |
| КАФ (Африка)                                                   | Африканський кубок націй з пляжного футболу 2016 | Сенегал Нігерія                    |
| КОНКАКАФ (Північна, Центральна Америка та Карибське узбережжя) | Господар                                         | Багамські Острови                  |
| КОНКАКАФ (Північна, Центральна Америка та Карибське узбережжя) | Чемпіонат КОНКАКАФ з пляжного футболу 2016       | Мексика Панама                     |
| КОНМЕБОЛ (Південна Америка)                                    | Чемпіонат КОНМЕБОЛ з пляжного футболу 2017       | Бразилія Еквадор Парагвай          |
| ОФК (Океанія)                                                  | Обирається федерацією                            | Французька Полінезія               |
| УЄФА (Європа)                                                  | Кваліфікація на чемпіонат світу 2017             | Польща Швейцарія Португалія Італія |

Команди, виділені курсивом, дебютують на чемпіонатах світу.

## Жеребкування
Жеребкування відбулось 28 лютого 2017.
| Кошик 1                                                                                 | Кошик 2                                               | Кошик 3                                                | Кошик 4                                                  |
| --------------------------------------------------------------------------------------- | ----------------------------------------------------- | ------------------------------------------------------ | -------------------------------------------------------- |
| - Багамські Острови (Господар – грає в A1) - Португалія (1) - Бразилія (3) - Італія (4) | - Іран (5) - Швейцарія (6) - Таїті (7) - Парагвай (9) | - Мексика (10) - Польща (14) - Сенегал (15) - ОАЕ (19) | - Японія (8) - Нігерія (20) - Еквадор (22) - Панама (27) |

## Місце проведення
Лише одне місце в Нассау буде використано. 
| Стадіон TBA                                                 |
| 25°06′ пн. ш. 77°35′ зх. д. / 25.100° пн. ш. 77.583° зх. д. |
| Місткість: TBA                                              |

## Груповий етап

### Група А
| Поз | Команда               | М | В | В+ | ВП | П | ГЗ | ГП | Різ | О | Кваліфікація |
| --- | --------------------- | - | - | -- | -- | - | -- | -- | --- | - | ------------ |
| 1   | Швейцарія             | 3 | 2 | 0  | 1  | 0 | 18 | 13 | +5  | 7 | плей-оф      |
| 2   | Сенегал               | 3 | 2 | 0  | 0  | 1 | 25 | 7  | +18 | 6 | плей-оф      |
| 3   | Багамські Острови (H) | 3 | 1 | 0  | 0  | 2 | 7  | 14 | −7  | 3 |              |
| 4   | Еквадор               | 3 | 0 | 0  | 0  | 3 | 6  | 22 | −16 | 0 |              |

| 27 квітня         | 27 квітня | 27 квітня         | 27 квітня      |
| ----------------- | --------- | ----------------- | -------------- |
| Еквадор           | –         | Сенегал           | 0:9            |
| Багамські Острови | –         | Швейцарія         | 2:3            |
| 29 квітня         |           |                   |                |
| Швейцарія         | –         | Еквадор           | 9:5            |
| Сенегал           | –         | Багамські Острови | 10:1           |
| 1 травня          |           |                   |                |
| Швейцарія         | –         | Сенегал           | 6:6 / 3:1 пен. |
| Багамські Острови | –         | Еквадор           | 4:1            |

### Група В
| Поз | Команда | М | В | В+ | ВП | П | ГЗ | ГП | Різ | О | Кваліфікація |
| --- | ------- | - | - | -- | -- | - | -- | -- | --- | - | ------------ |
| 1   | Італія  | 3 | 3 | 0  | 0  | 0 | 25 | 11 | +14 | 9 | плей-оф      |
| 2   | Іран    | 3 | 1 | 0  | 1  | 1 | 11 | 11 | 0   | 4 | плей-оф      |
| 3   | Нігерія | 3 | 0 | 1  | 0  | 2 | 15 | 20 | −5  | 2 |              |
| 4   | Мексика | 3 | 0 | 0  | 0  | 3 | 7  | 16 | −9  | 0 |              |

| 27 квітня | 27 квітня | 27 квітня | 27 квітня      |
| --------- | --------- | --------- | -------------- |
| Іран      | –         | Мексика   | 3:2            |
| Нігерія   | –         | Італія    | 6:12           |
| 29 квітня |           |           |                |
| Італія    | –         | Іран      | 5:4            |
| Мексика   | –         | Нігерія   | 3:3 / 4:5 ОТ   |
| 1 травня  |           |           |                |
| Італія    | –         | Мексика   | 8:1            |
| Нігерія   | –         | Іран      | 4:4 / 1:2 пен. |

### Група С
| Поз | Команда    | М | В | В+ | ВП | П | ГЗ | ГП | Різ | О | Кваліфікація |
| --- | ---------- | - | - | -- | -- | - | -- | -- | --- | - | ------------ |
| 1   | Парагвай   | 3 | 2 | 0  | 0  | 1 | 12 | 8  | +4  | 6 | плей-оф      |
| 2   | Португалія | 3 | 1 | 1  | 0  | 1 | 12 | 6  | +6  | 5 | плей-оф      |
| 3   | ОАЕ        | 3 | 1 | 0  | 1  | 1 | 6  | 6  | 0   | 4 |              |
| 4   | Панама     | 3 | 0 | 0  | 0  | 3 | 4  | 14 | −10 | 0 |              |

| 28 квітня  | 28 квітня | 28 квітня  | 28 квітня      |
| ---------- | --------- | ---------- | -------------- |
| Португалія | –         | Панама     | 7:0            |
| ОАЕ        | –         | Парагвай   | 3:2            |
| 30 квітня  |           |            |                |
| Парагвай   | –         | Португалія | 5:3            |
| Панама     | –         | ОАЕ        | 2:2 / 2:3 пен. |
| 2 травня   |           |            |                |
| Парагвай   | –         | Панама     | 5:2            |
| ОАЕ        | –         | Португалія | 1:1 / 1:2 ОТ   |

### Група D
| Поз | Команда  | М | В | В+ | ВП | П | ГЗ | ГП | Різ | О | Кваліфікація |
| --- | -------- | - | - | -- | -- | - | -- | -- | --- | - | ------------ |
| 1   | Бразилія | 3 | 3 | 0  | 0  | 0 | 20 | 8  | +12 | 9 | плей-оф      |
| 2   | Таїті    | 3 | 2 | 0  | 0  | 1 | 13 | 11 | +2  | 6 | плей-оф      |
| 3   | Японія   | 3 | 1 | 0  | 0  | 2 | 15 | 17 | −2  | 3 |              |
| 4   | Польща   | 3 | 0 | 0  | 0  | 3 | 12 | 24 | −12 | 0 |              |

| 28 квітня | 28 квітня | 28 квітня | 28 квітня |
| --------- | --------- | --------- | --------- |
| Японія    | –         | Польща    | 9:4       |
| Бразилія  | –         | Таїті     | 4:1       |
| 30 квітня |           |           |           |
| Таїті     | –         | Японія    | 4:3       |
| Польща    | –         | Бразилія  | 4:7       |
| 2 травня  |           |           |           |
| Таїті     | –         | Польща    | 8:4       |
| Бразилія  | –         | Японія    | 9:3       |

## Плей-оф
|  | Чвертьфінали      | Чвертьфінали      |                   |       | Півфінали | Півфінали |  |  | Фінал | Фінал |
|  |                   |                   |                   |       |           |           |  |  |       |       |
|  | 4 травня — Нассау |                   |                   |       |           |           |  |  |       |       |
|  |                   |                   |                   |       |           |           |  |  |       |       |
|  | Швейцарія         | 3                 |                   |       |           |           |  |  |       |       |
|  | Швейцарія         | 3                 | 6 травня — Нассау |       |           |           |  |  |       |       |
|  | Іран дч           | 4                 |                   |       |           |           |  |  |       |       |
|  | Іран дч           | 4                 | Іран              | 1 (2) |           |           |  |  |       |       |
|  | 4 травня — Нассау |                   | Іран              | 1 (2) |           |           |  |  |       |       |
|  |                   | Таїті пен.        | 1 (3)             |       |           |           |  |  |       |       |
|  | Парагвай          | Таїті пен.        | 1 (3)             | 4     |           |           |  |  |       |       |
|  | Парагвай          |                   | 7 травня — Нассау | 4     |           |           |  |  |       |       |
|  | Таїті             | 6                 |                   |       |           |           |  |  |       |       |
|  | Таїті             | 6                 | Таїті             | 0     |           |           |  |  |       |       |
|  | 4 травня — Нассау |                   | Таїті             | 0     |           |           |  |  |       |       |
|  |                   | Бразилія          | 6                 |       |           |           |  |  |       |       |
|  | Італія            | Бразилія          | 6                 | 5     |           |           |  |  |       |       |
|  | Італія            | 6 травня — Нассау |                   | 5     |           |           |  |  |       |       |
|  | Сенегал           | 1                 |                   |       |           |           |  |  |       |       |
|  | Сенегал           | 1                 | Італія            | 4     |           |           |  |  |       |       |
|  | 4 травня — Нассау |                   | Італія            | 4     |           |           |  |  |       |       |
|  |                   | Бразилія          | 8                 |       | Фінал     | Фінал     |  |  |       |       |
|  | Бразилія          | Бразилія          | 8                 | 4     | Фінал     | Фінал     |  |  |       |       |
|  | Бразилія          |                   | 7 травня — Нассау | 4     |           |           |  |  |       |       |
|  | Португалія        | 3                 |                   |       |           |           |  |  |       |       |
|  | Португалія        | 3                 | Іран              | 5     |           |           |  |  |       |       |
|  |                   |                   |                   |       |           |           |  |  |       |       |
|  | Італія            | 3                 |                   |       |           |           |  |  |       |       |
|  | Італія            | 3                 |                   |       |           |           |  |  |       |       |

| Чемпіон світу з пляжного футболу 2017 |
| ------------------------------------- |
| Бразилія                              |
| Бразилія 14-й титул                   |